# Rolston
Rolston lub Rowlstone lub Rowlston – osada w Anglii, w hrabstwie East Riding of Yorkshire. Leży 20 km na północny wschód od miasta Hull i 265 km na północ od Londynu. W latach 1870–1872 osada liczyła 50 mieszkańców. Rowlston jest wspomniana w Domesday Book (1086) jako Rolueston/Roolfestone.